# Cyathea yungensis
Cyathea yungensis är en ormbunkeart som beskrevs av Carl Frederik Albert Christensen. Cyathea yungensis ingår i släktet Cyathea och familjen Cyatheaceae. Inga underarter finns listade.